# Arrondissement Menen
Arrondissement Menen (nizozemsky: Arrondissement Menen; francouzsky: Arrondissement de Menin) byl krátce existující arrondissement (okres) v dnešní provincii Západní Flandry v Belgii. Vznikl roku 1818 a zanikl roku 1823.